# Epitaph für Anna Catharina Johanna Steeben

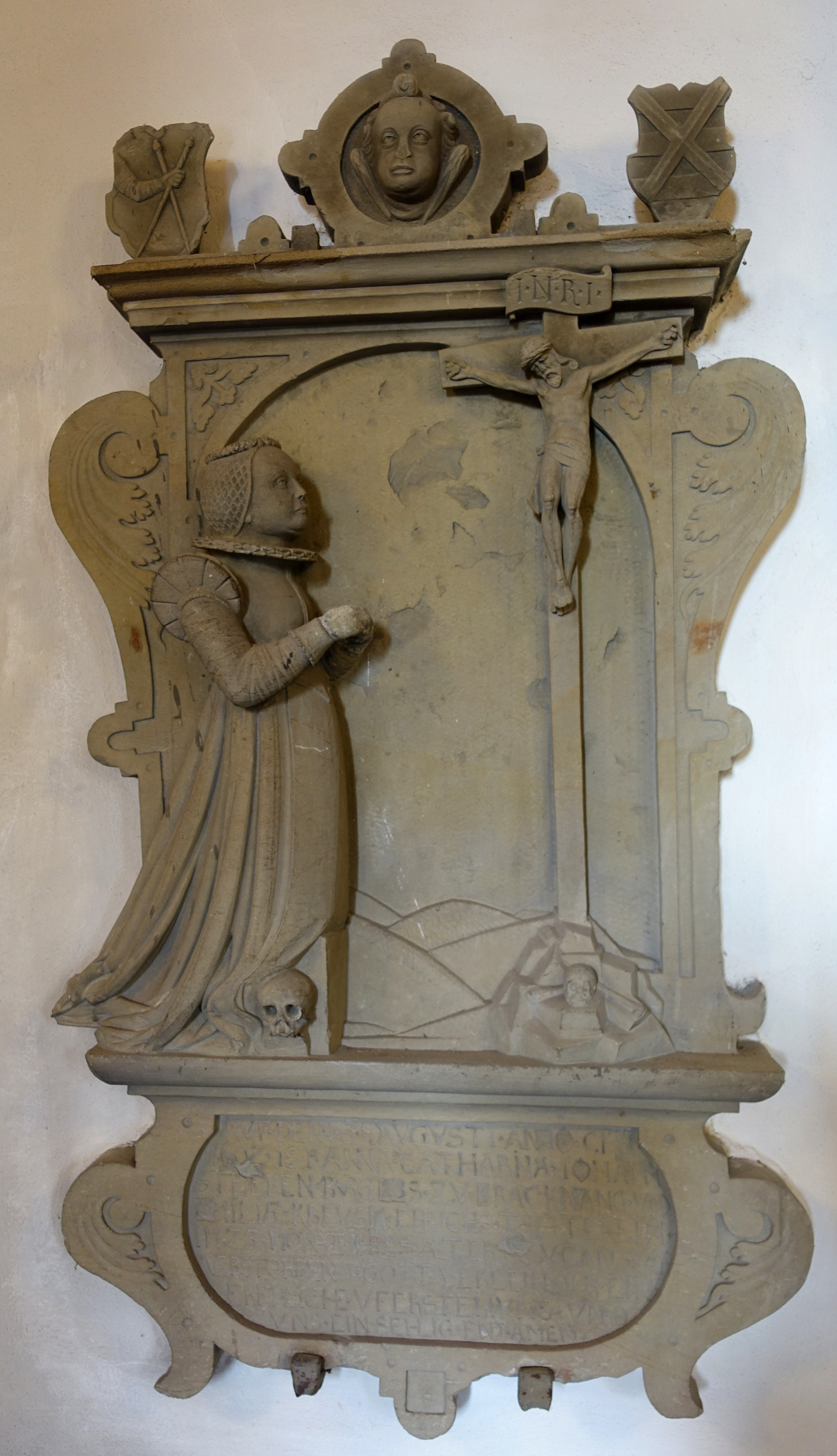
Innenepitaph für Anna Catharina Johanna Steeben

Das Epitaph für Anna Catharina Johanna Steeben ist eines von 14 Epitaphen der Uffkirche in Stuttgart-Bad Cannstatt. Das Innenepitaph ist Anna Catharina Johanna Steeben gewidmet, die im Alter von 23 Monaten verstarb. Das dreiteilige Epitaph besteht aus der Haupttafel mit dem Relief eines knienden, betenden Mädchens vor dem gekreuzigten Christus auf Golgatha, einer Inschriftentafel und einem Giebelaufsatz.

## Beschreibung
Das Wandepitaph ist an der rechten Seite der Nordwand angebracht. Die Haupttafel des dreiteiligen Epitaphs zeigt ein Relief, das auf einer flachen Konsolplatte ruht, von 2 rollwerkverzierten Seitenwangen flankiert wird und mit einem mehrstufigen Architrav abschließt. 
Das Reliefbild besteht aus einem Bogenfeld mit dem Flachrelief einer Hügellandschaft, aus der rechts der Golgathahügel mit einem Totenschädel halbplastisch hervortritt. Auf dem Hügel erhebt sich ein hohes Kreuz mit der vollplastischen Figur des Gekreuzigten. Dem Kreuz zugewandt, zu ihren Füßen ein Totenschädel, kniet auf der linken Seite auf einem Felsquader eine betende junge Frau im bodenlangen Kleid.
Das rollwerkverzierte Hängerelief unter der Haupttafel trägt die Gedenkinschrift für das verstorbene Mädchen. Auf dem Giebelaufsatz flankieren zwei Wappenschilde mit Familienwappen ein Rundmedaillon mit einem plastisch hervortretenden Männerkopf zwischen 2 Stäben („Steeben“).

## Inschrift
- Gedenkinschrift für Anna Catharina Johanna Steeben, die 1602 im Alter von 23 Monaten starb:

| Uf den 3. August Anno Ch[risti] 1602 ist Anna Catharina Johanna Steeben, Bürgers zu Bracknang und Emiliae Kreusm. ehlichs Töchterlin, im 23. Monat ihres Alters zu Cantstatt verstorben. Gott verleihe ihr ein frehliche Uferstehung unnd uns ein sehlig End. Amen. |